# Ermita de Santa Bárbara (Campo de Arriba)
La Ermita de Santa Bárbara es un templo situado en la pedanía de Campo de Arriba, en el municipio de Alpuente. Es Bien de Relevancia Local con identificador número 46.10.036-007.
A efectos del culto, es un anejo de Alpuente servido por la parroquia de Titaguas

## Historia
En la clave del dintel de la puerta figura la fecha 1846. En 1939 se repusieron las imágenes tras la Guerra Civil Española.

## Descripción
El templo se alza en la plaza de la población, lindando con viviendas por su parte posterior y su costado derecho.
La fachada está rematada en un frontón triangular, y este a su vez en una espadaña de sillares con campana y cruz. El acceso se realiza mediante una grada de tres escalones. Da acceso a la puerta, de madera, adintelada con dovelas irregulares. Sobre ella hay una ventana rectangular enrejada junto a la cual hay un reloj de sol. El tejado es a dos aguas.
El interior presenta una sola nave, alargada y cubierta con un techo plafonado con moldura de escocia. El coro se encuentra a los pies y cuenta con balaustrada y escalera exterior. Hay un púlpito adosado al muro lateral izquierdo.